# Louis Jaccard
Louis Jaccard (Sainte-Croix, 16 februari 1848 - aldaar, 27 januari 1908) was een Zwitsers radicaal politicus uit het kanton Vaud.

## Biografie
Louis Jaccard werd geboren als zoon van de burgemeester en prefect van zijn geboorteplaats Sainte-Croix. Hij ging aanvankelijk aan de slag in de familiale speeldozenfabriek. Deze onderneming werd echter in 1901 ontbonden. Net zoals zijn vader zou hij echter ook politiek actief worden. Zo was hij namens de radicalen lid van de gemeenteraad (wetgevende macht) van Sainte-Croix van 1874 tot 1894. Hij zetelde ook, net zoals zijn vader, in de Grote Raad van Vaud, van 1878 tot 1894. Hij verliet deze functies toen hij zijn vader opvolgde als prefect van Sainte-Croix, wat hij zou blijven tot zijn overlijden in 1908. Vanaf 1892 was hij reeds substituut-prefect. Jaccard zetelde ook in de kantonnale constituante van 1844-1885.
- Gemeinsame Normdatei: 1080647325
- Historisch woordenboek van Zwitserland: 030681
- Virtual International Authority File: 43145193379170460236